# Kriptodepresija
Kriptodepresija (od grč. kryptos (skriven) i lat. depressio (spuštanje)) je udubljenje ispunjeno vodom čija je površina iznad morske razine, a dno ispod morske razine.

## Primjeri
Najveća kriptodepresija na svijetu je Bajkalsko jezero (+454 m, –1286 m), a u Hrvatskoj je to Vransko jezero na otoku Cresu (+12 m, –61,5 m).